# Aeroflot-Flug Sch-4
Am 3. September 1970 verunglückte eine Jakowlew Jak-40 auf dem innersowjetischen Aeroflot-Flug Sch-4 (Russisch-kyrillisch: Рейс Ш-4 Аэрофлота, transkribiert: Rejs Sch-4 Aeroflota) von Frunse über Leninabad nach Duschanbe, wobei alle 21 Insassen starben. Es war der erste Unfall einer Jak-40 mit Todesopfern.

## Flugzeug und Besatzung
Das Flugzeug war eine Jakowlew Jak-40 (Luftfahrzeugkennzeichen СССР-87690, Werknummer: 9910503), die mit 3 Mantelstromtriebwerken des Typs Iwtschenko AI-25 ausgestattet war und vom 1. März 1969 bis zum Unfall 1020 Flugstunden und 1344 Flugzyklen absolviert hatte.
Die Besatzung bestand aus Flugkapitän Wladimir Fedorowitsch Sutormin, dem Ersten Offizier Gennadi Wasiljewitsch Karpow und dem Flugingenieur Wladimir Timofejewitsch Schaschkin. 

## Verlauf
Die Jak-40 hob um 20:24 Uhr Ortszeit ab. Die geplante Flugstrecke führte über die NDBs bei Tschaldowar, der Naryn-Talsperre, Namangan und Kokand. Um 21:00 Uhr meldeten die Piloten dem Fluglotsen in Kokand den Überflug des NDB nahe der Naryn-Talsperre. Tatsächlich war die Jak-40 vom Kurs abgekommen und driftete in Richtung Norden ab. Die Piloten erhielten danach die Anweisung, von 6.600 m auf 5.700 m zu sinken. Als die Piloten den Überflug des NDB Namangan und Kokand meldeten, hätte der Fluglotse durch den Blick auf seinen Radarschirm erkennen können, dass das Flugzeug 30–50 km nördlich der geplanten Route flog. Obwohl er die tatsächliche Position nicht kannte, gab er die Freigabe zum Sinkflug auf 3.300 m. Schließlich übergab er die Verantwortung an einen Fluglotsen in Leninabad, ohne vorher seinem Kollegen und den Piloten Bescheid zu geben, dass er keinen Radarkontakt mehr zum Flugzeug habe. Um 21:21 Uhr nahmen die Piloten mit Leninabad Funkkontakt auf und meldeten einen Überflug von Konibodom auf 3.300 m. Auch der Fluglotse in Leninabad gab eine Sinkflugfreigabe, ohne die Position der Jak-40 zu kennen, diesmal auf 2.100 m. Auch ohne Radarkontakt konnte er durch Funkpeilung zumindest feststellen, dass die Maschine vom Kurs abgekommen war. Trotzdem bestand er nicht auf einem Steigflug auf eine sichere Höhe. Stattdessen wies er um 21:24 Uhr einen um 28° gegenüber dem Normalfall geänderten Kurs an. Schließlich zerschellte die 500 km/h schnelle Jak-40 auf 2.100 m am 2.300 m hohen Berg Aijri Tasch, immer noch 45 km nördlich der geplanten Strecke.

## Ursache
Als Hauptfaktoren wurden genannt:
- Die Piloten hatten ihre Navigationsmöglichkeiten ungenügend genutzt, weswegen sie unbemerkt vom Kurs abkamen
- Die Fluglotsen gaben Sinkflugfreigaben, ohne genau zu wissen, wo das Flugzeug tatsächlich war

Verschärft wurde dies durch die mangelhaften Navigationskenntnissen seitens des Kapitän Sutormin und des Ersten Offiziers Karpow sowie ihre mangelnde Flugerfahrung mit der Jak-40. Beide waren erst kürzlich von der Il-14 und der An-2 umgeschult worden und hatten nur Erfahrung im Sichtflug. Bei der Schulung für den Instrumentenflug wurden die Vorhänge nicht zugezogen, wie es sich gehört hätte. Bereits vorher hatte Kapitän Sutormin mehrfach gegen die Regeln verstoßen und erhielt sogar Disziplinarstrafen. Trotzdem durfte er später Passagiere fliegen, selbst wenn es Nacht war.